# Земноморье
«Земномо́рье» (англ. Earthsea) — книжный цикл американской писательницы Урсулы Ле Гуин, действие которого разворачивается в вымышленном мире Земноморья. Серия о Земноморье состоит из 6 книг, начиная с «Волшебника Земноморья», впервые опубликованного в 1968 году, и продолжая романами «Гробницы Атуана», «На последнем берегу», «Техану», «На иных ветрах» и сборником рассказов «Сказания Земноморья». Также в серию входят ещё четыре рассказа, посвященные этой вселенной: «Слово освобождения», «Правило имён», «Дочь Одрена» и «Свет домашнего очага». Цикл о Земноморье соединяет азиатские предания о драконах, европейские сказки о волшебстве, шаманизм Северной Америки и этнологические концепции маны и магии имён.

## Мир Земноморья
Местонахождение Земноморья и время его существования неизвестны. Большой архипелаг включает сотни островов с различными культурами, некоторые из которых описываются до некоторой степени подробно, другие лишь упоминаются. Мир Земноморья устроен достаточно просто: это доиндустриальный мир, в котором нет машин, даже большие торговые корабли ходят на вёслах. В ардической части Земноморья со столицей Большой Порт на острове Хавнор живут крестьяне, горожане, волшебники; ардический народ темнокожий. На востоке Земноморья расположена Империя Каргад, которую населяют белокожие карги, в то время как западе архипелага водятся драконы — древние и коварные существа, говорящие на Истинной Речи. Этот язык обязывает человека говорить правду, в отличие от дракона. В мире Земноморья нет науки, магия занимает центральное место: на каждом острове и в каждом поселении есть свой маг, занимающийся вопросами погоды, медицины, войны и более мелкими делами. Магия Земноморья объединяет в себе науку и искусство: магии можно научиться, но чтобы её пользоваться, необходима врождённая сила. Ключевым в магии является знание подлинного имени человека, дракона, животного или вещи, что даёт власть над ними. Сказать своё подлинное имя кому бы то ни было означает полное доверие. В Земноморье существуют различные «тёмные силы»; к ним относится, помимо драконов, например, Камень Терренона, который не может покинуть свой замок. Это первобытные, нечеловеческие силы, которые невозможно победить, но можно сдержать. Им нельзя служить, так как это силы тьмы.    
Волшебники ардической части Земноморья обучаются на острове Рок, на котором также находится подлинный центр Земноморья — Холм Рока. Девять волшебников, Мастеров острова Рок, возглавляет Верховный Маг Земноморья. Мастер Регент знает все древние песни; Мастер Ветродуй владеет искусством управления погодой; Мастер Травник обучает свойствам растений, Мастер Ловкая Рука — иллюзиям, Мастер Ономатет — длинным спискам подлинных имён, Мастер Метамоформоз — искусству подлинных Превращений, Мастер Заклинатель — настоящей магии, затрагивающей глубинные силы вселенной. Мастер Привратник не занимается с учениками и внешне ничего не делает, но является великим магом: он учит «абсолютному доверию», так как ему говорят своё подлинное имя при входе в Школу, и он раскрывает своё имя, когда выпускники её покидают. В разных местах Земноморья есть свои колдуны и целители, но они не так образованы, как волшебники с острова Рок, которые зачастую смотрят на них сверху вниз. Волшебниками в Земноморье могут быть только мужчины, хотя среди местных целителей встречаются и женщины.

## Космология
Мир Земноморья управляется принципом равновесия, из которого следует единство и целостность двух сторон этого Равновесия – мира жизни и царства смерти. Первый мир есть мир изменений и времени, второй представляет собой царство неподвижности и безвременности. Как отмечали литературоведы Джон Кроу и Ричард Эрлих, оба мира взаимосвязаны, но в естественной ситуации Равновесия не должны соприкасаться. Равновесие является природным, его может нарушить лишь человек, и лишь человек может восстановить Равновесие, причем второе сделать намного сложнее, поскольку требует огромных, практически героических усилий, которые доступны немногим; сотворение зла приводит к необходимости появления героя. 

## Семантика
Литературовед Том Шиппи, отмечая значимость семантики для трилогии, писал, что волшебники, колдуны или колдуньи (wizard,  sorcerer, witch), которые обращаются с магией, никогда не описываются как magician; это слово имеет оттенки фокусника или иллюзиониста. Писательница также использует слово mage, из которого, по мнению Шиппи, целенаправленно, создает ряд составных слов: Верховный Маг (Archmage), волшебный ветер (magewind), волшебный свет (magelight) и другие; эти приемы связаны с основной темой трилогии.

## Эволюция цикла
Как отмечал литературовед Брайан Аттебери, цикл не предлагает раз и навсегда данные истины, в нём происходит пересмотр ранних идей. Так, в последней книге ставятся под сомнение концепции магии и равновесия, которые лежали в основе первых книг; аналогично пересматривается представление о мудрости волшебников, которое дополняется воззрениями женщин, драконов и «варваров».

### Школа магии во второй трилогии
Примечательным фактом является то, что в далекие времена Школа острова Рок состояла в основном из учительниц, которые передавали юным магам знания и мудрость. Считалось, что именно женщинам была подвластна вселенская истина, только они отлично разбирались в магии. В те далекие времена к мужчинам, занимавшимся магией, относились с опаской, им не доверяли вековые секреты и формулы. Союз «Женщины Руки» представлял собой организацию острова Рок, которая отличалась особой силой.
По специальному жесту, принятому организаторами данного союза, все члены могли узнать друг друга, даже находясь вдали от острова. Встретившись с представительницами данного союза, маг Выдра принял решение создать Школу для молодых магов именно на острове Рок. Долгие годы скитаний не раз сталкивали мага Выдру с опасностями, поэтому такое защищенное место не могло укрыться от его зоркого взгляда. Он вынужден был покинуть свою родную землю, чтобы избежать кары правителя. Судьба привела его на остров Рок. Изначально учениками школы стали девочки. Но через 100 лет после основания Школы девочки-чародейки рассорились с колдунами. Колдуны вынуждены были ввести запрет на посещение девушками стен школы. Исключение составляли лишь особые случаи. Отныне повелось, что женщина превратилась во врага магии, по мнению колдунов, женщины лишь мешали магическим манипуляциям. Все колдуны острова дали клятву хранить целибат. С тех пор 9 учителей преподавали магию своим ученикам мужского пола. Когда Гед прибыл в Школу, там учились мальчики и юноши. 

## Анализ и оценки
Том Шиппи, характеризуя первую трилогию, отмечал, что в её основе лежит тема страха перед смертью; этот вопрос прямо рассматривается в третьем романе «На последнем берегу». Тем не менее, по оценке Шиппи, Земноморье в конечном счете производит впечатление

мира, окруженного океаном в пространстве и пустынным царством смерти во времени, однако яркого, теплого, лишённого страха, в равной степени удалённого как от современной незащищенности перед эксплуатацией, так и от бессмысленной кровожадности в мире фрэзеровской архаики. Он предлагает не бегство, а цель.
Литературовед Роберт Скоулз, комментируя частые сравнения,  в основном британских критиков, трилогии о Земноморье с «Хрониками Нарнии» Клайва Льюиса, отмечал различия: если у Льюиса представлена христианская аллегория, иудео-христианский набор ценностей, то Ле Гуин, хотя и использует мифологические схемы греха и искупления, путешествия и открытия, все же выстраивает не теологию, а саморегулирующуюся вселенную, которая находится в состоянии динамики и равновесия. По мнению Скоулза, писательницу в большей степени интересуют экология и космология, её взгляд шире, чем христианство: с одной стороны, такой подход ближе к дохристианской мифологии, а с другой стороны, более современный; магия Земноморья сильно напоминает науку. 
Литературовед Джордж Слассер выделял центральные для первой трилогии темы природы зла в человеке, индивидуальной ответственности, безумия и поисков самости. Слассер характеризовал трилогию как образец «высокого стиля и воображения», а третий роман, «На последнем берегу», как «подлинно эпическую картину». Как отмечал Брайан Аттебери, в романах трилогии нет хеппи-энда, Гед (как и толкиновский Фродо, чья история завершается болью и изгнанием) всякий раз платит цену: сначала страдает его гордость, затем — ощущение самодостаточности, и в конце концов он теряет свою силу и едва не погибает.
Джон Кроу и Ричард Эрлих полагали, что в трилогии о Земноморье используются концепты философии экзистенциализма и психологии Юнга, которые помещаются художественный мир; Ле Гуин скорее ассимилирует философские концепты, чем их систематизирует или смешивает, в то время как её «художественные конструкты остаются мифологическими». Хотя экзистенциалистский подход, лежавший в основе «значительной части западной литературы отчаяния и безысходности в XX веке», сам по себе отрицает героизм, фэнтезийный мир Земноморья является героическим: необходимость «повседневного героизма» обусловлена тем, что это «мир без трансцендентного бога», в этом «плоском», имманентном мире существование человека конечно. Как отмечали Кроу и Эрлих, в мире Земноморья любое действие в некотором смысле является героическим. Кроу и Эрлих выделяли в трилогии три структурные модели: во-первых, движение от социального хаоса к порядку; во-вторых, развитие человека происходит согласно процессу индивидуации Юнга; в-третьих, герои трех романов связаны с темой Равновесия, которое рассматривается с разных сторон.

## Издания на русском языке
В 1991 году был издан роман «Волшебник Земноморья». В дальнейшем были напечатаны все романы этого цикла.